# Aelius Aristides

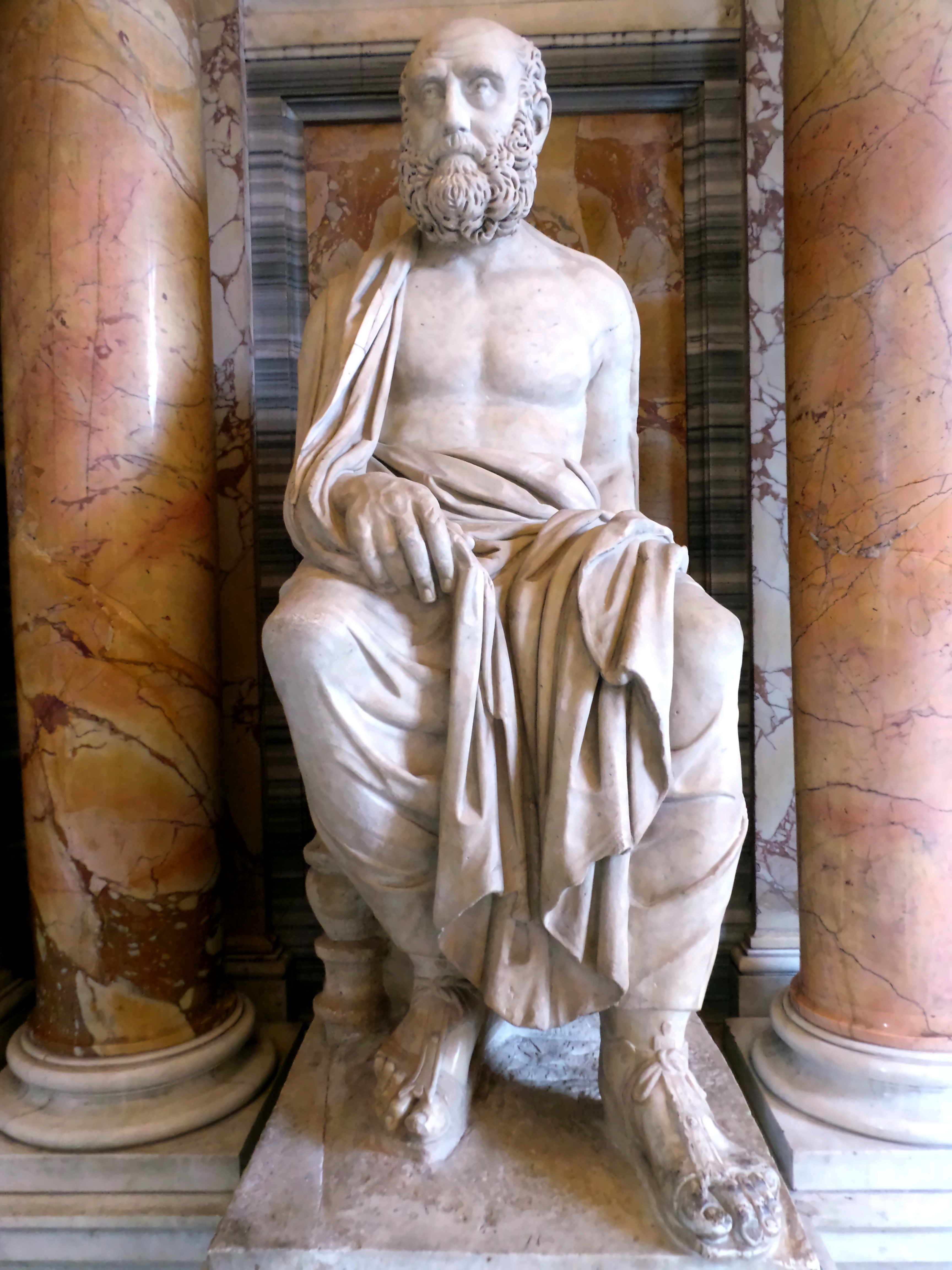
Statue des Aelius Aristides (Kopie aus dem 2. Jahrhundert) in den Vatikanischen Museen

Publius Aelius Aristides Theodorus (griechisch Πόπλιος Αἴλιος Ἀριστείδης Θεόδωρος, auch Ailios Aristeides, * 26. November 117 in Hadrianutherai oder Hadrianoi in Mysien; † wohl 181) war ein griechischer Rhetor und Schriftsteller und ein Vertreter der sogenannten „Zweiten Sophistik“.

## Leben
Eudaimon, der Vater von Aristides, war Priester im Tempel des Zeus am mysischen Olympos. Man nimmt an, dass Eudaimon und Aristides zusammen das römische Bürgerrecht erhielten, als Kaiser Hadrian 123 bei einer Reise durch Mysien seinem Geburtsort die Stadtrechte verlieh. Entsprechend damaliger Sitte nahm Aristides praenomen und nomen gentile des Kaisers an, also Publius Aelius.
Aristides erhielt seine Ausbildung an verschiedenen Orten des Römischen Reiches, so in Smyrna und Athen (unter anderem bei Herodes Atticus). Er machte eine Reise nach Ägypten und Ende 142 nach Rom. Dort hielt er im Frühjahr des folgenden Jahres vor dem Kaiser Antoninus Pius eine Rede „auf Rom“, in der er die römische Herrschaft über den Mittelmeerraum als segensreich und friedensbringend feierte.
Wegen einer chronischen Erkrankung, die während seines Aufenthalts in Rom ausgebrochen war, hielt Aristides sich zeitweilig im Asklepieion von Pergamon und im Heilbad Allianoi auf; er glaubte an Asklepios als seinen persönlichen Schutzgott. Ab 147 lebte Aristides vor allem in Smyrna. Er lehnte es ab, öffentliche Ämter zu übernehmen, hielt aber zahlreiche Reden zum Lob von Städten, bei Festen und auf die Götter. Wohl 176 traf Aristides mit Kaiser Mark Aurel und dessen Sohn Commodus zusammen. Er starb auf seinem Landgut.

## Werk

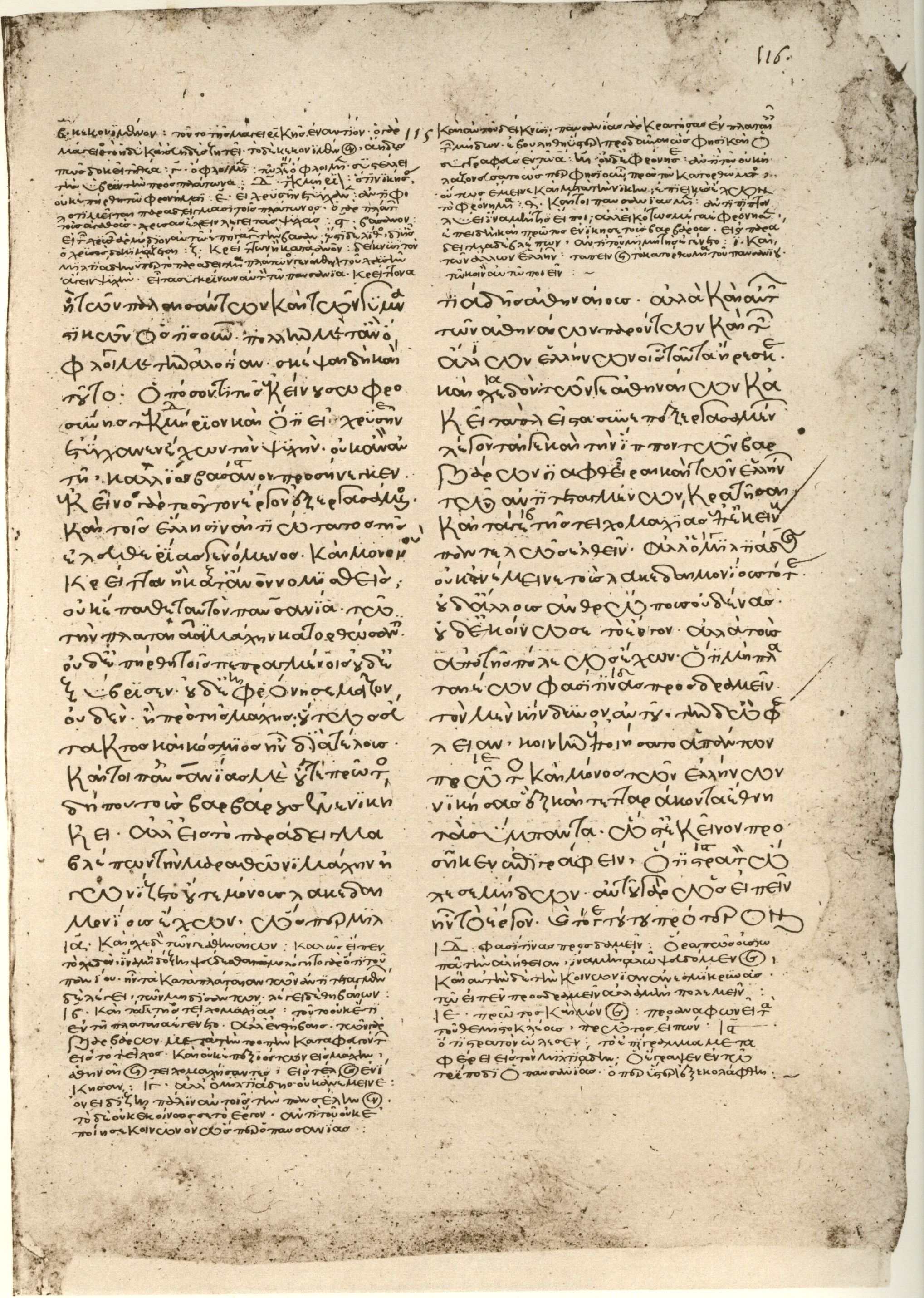
Aelius Aristides, Reden (mit Scholien) in einer Handschrift, die im 13. Jahrhundert von der byzantinischen Prinzessin Theodora Palaeologina Rhaulaena geschrieben wurde. Rom, Biblioteca Apostolica Vaticana, Vaticanus graecus 1899, fol. 116r

Aristides wird zur „Zweiten Sophistik“ gerechnet, die im 2. Jahrhundert n. Chr. unter den Bedingungen des Römischen Reiches eine Rückbesinnung auf die griechische Kultur der klassischen Zeit versuchte. Er schrieb, obwohl er das römische Bürgerrecht besaß, in griechischer Sprache. Im Gegensatz zu anderen Vertretern der „Zweiten Sophistik“ verfasste Aristides seine Reden und Schriften in streng attizistischem Stil und machte nur vereinzelt Zugeständnisse an den prunkvolleren Asianismus.
Von den zahlreichen Werken des Aristides sind nur wenige erhalten: epideiktische (bei festlichen Anlässen gehaltene) Reden, zwölf Schuldeklamationen, die sechs „heiligen“ Reden über seine Krankheit und Gedichte. Auch unechte Schriften sind überliefert.

### Epideiktische Reden
Zu den epideiktischen Reden, die bei einem festlichen Anlass gehalten wurden, gehören zehn Prosahymnen, fünf Städtereden, acht Angriffs- und Rechtfertigungsreden und zehn Reden aus besonderem Anlass.
- Παναθηναικός (Panathenaikos; Rede zum Lobpreis Athens) aus dem Jahr 155. Papyrusfragment aus dem 5./6. Jahrhundert. Überliefert teilweise in Antinoopolis papyri III 144 (Chronique d’Égypte 50, 1975 S. 197–1201) und Papyrus Michigan inv. 6651 (um 600), im Codex Parisinus graecus 2951 und Codex Laurentianus Plut. 60.6) Griechisch-englische Ausgabe von J. H. Oliver (Philadelphia 1968).

- Εἰς Ῥώμην (Eis Rómen; Romrede) aus 155. Überliefert im Codex Laurentianus Plut. 60.3 (Sammelband mit Reden des Aristides, 10. Jahrhundert); Übersetzung von E. Hepner. Breslau 1824. Griechisch-Deutsch von R. Klein. Darmstadt 1981–1983. Mit Kommentar.
Die „Romrede“ vergleicht nach einer Beschreibung der Größe Roms und des Römischen Reiches die Herrschaft Roms mit älteren Großreichen (Perserreich, hellenistische Reiche) und den griechischen Stadtstaaten der klassischen Zeit. Aristides hebt hervor, dass die Römer die Unterworfenen besser behandeln und an der eigenen Herrschaft teilhaben lassen. Anschließend beschreibt er, wie das römische Heer das Reich beschützt (implizit setzt er sich damit von einer expansionistischen Politik ab, wie sie zuletzt Trajan verfolgt hatte). Aristides preist die Vorzüge der römischen Verfassung. Er endet mit einem Gebet, in dem er den Schutz der Götter für den Kaiser und das Reich erfleht.

- Σμυρναικός Smyrnaikós; Rede auf Smyrna. Begrüßungsrede für den Statthalter der Provinz Asia. Handschrift aus dem 10. Jahrhundert (Parisinus graecus 2951) Übersetzt von A. Schwarz. Horn 1885.
- Ὑπὲρ ῥητορικῆς Hypér rhētorikés; Verteidigung der Rhetorik gegen Platons Kritik. Aus dem Jahr 147. Handschrift aus dem 10. Jahrhundert (Parisinus graecus 2951)
- Ὑπὲρ τῶν τεττάρων Hypér tōn tettárōn; Verteidigung der Vier (die von Platon im Gorgias angegriffenen Politiker Miltiades, Kimon, Themistokles und Perikles). Zwischen 161 und 165. Überliefert teilweise in Antinoopolis papyri III 182 aus dem 7. Jahrhundert und im Codex Parisinus graecus 2951.
- Ἐπὶ Σμύρνῃ μονωδία Epí Smyrnēi monōidía; Klage über das durch ein Erdbeben zerstörte Smyrna. Aus den Jahren 177 oder 178. Handschrift aus dem 10. Jahrhundert (Parisinus graecus 2951). Übersetzt von A. Schwarz. Horn 1885.
- Ἐπιστολὴ περὶ Σμύρνης πρὸς τοὺς βασιλέας Epistolé perí Smýrnes pros tus basiléas; Bittschrift für den Wiederaufbau von Smyrna. Aus dem Jahr 177. Handschrift aus dem 10. Jahrhundert (Parisinus graecus 2951). Übersetzt von A. Schwarz. Horn 1885.
- Παλινῳδία ἐπὶ Σμύρνῃ Palinodía epí Smýrne; Über den Wiederaufbau Smyrnas. Aus dem Jahr 178. Handschrift aus dem 10. Jahrhundert (Parisinus graecus 2951) Übersetzt von A. Schwarz. Horn 1885.
- Σμυρναικός Smyrnaikós; Rede auf das wiederaufgebaute Smyrna. Aus dem Jahr 179. Handschrift aus dem 10. Jahrhundert (Parisinus graecus 2951) Übersetzt von A. Schwarz. Horn 1885.
- Ἐλευσίνιος Eleusinios; Klage über das zerstörte Eleusis. Handschrift aus dem 10. Jahrhundert (Parisinus gr. 2951). Griechisch-Deutsch von A. Humbel. Wien 1994 mit Kommentar.
- Περὶ ὁμονοίας ταῖς πόλεσιν Perí homonoías tais pólesin; An die Städte über die Eintracht. Aus den Jahren 163 oder 167. Handschrift aus dem 10. Jahrhundert (Parisinus gr 2951)
- Ῥοδίοις περὶ ὁμονοίας Rhodíois perí homonoías; An die Rhodier über die Eintracht. Um 149. Überliefert im Codex Laurentianus Plut.60.3 aus dem 10. Jahrhundert.
- Περὶ τοῦ παραφθέγματος Perí tu paraphtégmatos; Über eine Stegreifeinlage in einer Rede. Überliefert im Codex Laurentianus pl. 60,3.
- Περὶ τοῦ μὴ δεῖν κομῳδεῖν Perí tu me deín komoideín; Kritik an der Komödie. Zwischen 157 und 165. Überliefert im Codex Laurentianus Plut. 60.3.
- Ἐπὶ ᾿Αλεξάνδρῳ ἐπιτάφιος Epí Alexándroi epitaphios; Grabrede auf den Lehrer Alexandros, um 150. Überliefert im Vaticanus graecus 1297. Wurde dort im 15. oder 16. Jahrhundert hinzugefügt.
- Πρὸς τοὺς αἰτιουμένους ὅτι μὴ μελετῴη Pros tus aitiuménus hóti mé meletóie; Gegen jene, die vorwerfen, dass er keine Reden halte. Aus dem Jahr 166. Überliefert im Vaticanus graecus 1298. Übersetzt von A. Schwarz. Horn 1885.
- Κατὰ τῶν ἐξορχουμένων} Katá ton exorchumenon; Gegen jene, die die Mysterien der Rede parodieren. Aus dem Jahre 170. Überliefert im Vaticanus graecus 1298.
- Αἰγύπτιος Aigýptios; Über die Quellen des Nils. Zwischen 147 und 149. Überliefert im Codex Laurentianus Plut. 60.3.
- Μαντευτοί Manteutoí; Vom Orakel vorgeschriebene Reden mit Hymnen auf Götter, Heroen und Orte. Zwischen 145 und 177. Überliefert teils im Codex Laurentianus Plut.60.3, teils im Bodleianus Canonicus gr. 84 B. Einiges wurde davon J. Amann. Stuttgart 1931 (mit Kommentar) und von A. Höfler. Stuttgart 1935 mit Kommentar übersetzt. Teilweise Griechisch-Deutsch von G. Joehrens. Bonn 1981. Mit Kommentar.

### Schuldeklamationen
Πρεσβευτικὸς πρὸς Ἀχιλλέα Presbeutikòs pròs Achilléa; Schuldeklamation. Handschrift aus dem 10. Jahrhundert (Parisinus graecus 2951)

### „Heilige Reden“
Ἱεροὶ λόγοι Hieroí lógoi; Berichte vom Heiligen. Bericht über den Aufenthalt im Asklepieion in Pergamon aus dem Jahre 170/171. Überliefert teilweise im Papyrus Bingen 24 aus dem 5. Jahrhundert und im Codex Bodleianus Canonicus graecus 84. Übersetzt von Heinrich Otto Schröder.

### Zugeschriebenes
Τέχναι ῥητορικαί Technaí rherorikaí; Traktate zur Rhetorik. Die Echtheit wird bezweifelt.

## Ausgaben
Die grundlegenden älteren Ausgaben stammen von Wilhelm Dindorf (1829) und Bruno Keil (1898, nur Band 2: Reden 17–53; Nachdruck Berlin 1958). Seit 1976 erscheint eine neue Ausgabe von Charles Allison Behr und Friedrich Walter Lenz (Band 1: Reden 1–16). Daneben gibt es zahlreiche Einzelausgaben.
- Richard Klein (Hrsg.): Die Romrede des Aelius Aristides. Wissenschaftliche Buchgesellschaft, Darmstadt 1983, ISBN 3-534-08582-5.
- Laurent Pernot, Matteo Di Franco (Hrsg.) Aelius Aristide. En l’honneur de Rome (discours 26). Texte établi, traduit et commenté par Laurent Pernot avec la collaboration de Matteo Di Franco (= Collection des universités de France. Série grecque – Collection Budé. Band 582). Les Belles Lettres, Paris 2025, ISBN 9782251006673.
- Fabrice Robert (Hrsg.): Les oeuvres perdues d’Aelius Aristide. Fragments et témoignages. Édition, traduction et commentaire. De Boccard, Paris 2013, ISBN 9782701803326.
- Michael Trapp (Hrsg. u. Übers.): Aelius Aristides, Orations, 2 Bde. (LCL 533.545). Harvard University Press, Cambridge MA / London 2017, 2021, ISBN 978-0-674-99646-5, ISBN 978-0-674-99736-3.

Das Gesamtwerk wurde ins Englische übersetzt von C. A. Behr: Aelius Aristides. The complete works. 2 Bände, Brill, Leiden 1981, 1986 (zuvor geplant als Gesamtausgabe in der Loeb Classical Library, 4 Bände, London 1973-; nur Band 1 erschien).
Übersetzung der Hieroí lógoi:
- Heinrich Otto Schröder: Publius Aelius Aristides. Heilige Berichte. Winter, Heidelberg 1986 (mit Anmerkungen).